# Ворматия (футбольный клуб)
«Ворматия Вормс» (нем. VfR Wormatia Worms 08 e.V.) — немецкий футбольный клуб из города Вормс, Рейнланд-Пфальц, Германия. Домашние игры клуб проводит на «EWR-Arena» вместительностью 5724 человека. «Ворматия» и предшествовавшие ей клубы были постоянными участниками Первого регионального дивизиона вплоть до создания Бундеслиги в 1963 году, когда футбол вышел на профессиональный уровень.

## История

### Путь к единству
Клуб «SC Wormatia» был создан 23 мая 1908 года и выступал под этим именем немногим более 10 лет: в 1921 году команда получила название «VfL Wormatia Worms». Случилось это незадолго до слияния в 1922 году клуба с другой командой из города Вормс — «VfR Wormatia Worms», которая, в свою очередь, объединила коллективы «Union 08» и «Viktoria 1912» в 1918 году. К тому моменту оба клуба являлись участниками Крейлиги Хессен, существовавшей с 1919 по 1923 год. Новый коллектив, оставивший название своего прародителя, принимал участие уже в другом соревновании.

### Первые победы
Клуб долгое время играл в Безиркслиге Рейнхессен-Саар, занимая места в середине турнирной таблицы. Когда в 1927 году лига прекратила своё существование, «Ворматия Вормс» присоединился к командам из Безиркслиги Майн-Хессен, созданной в том же году. К 1933 году коллектив имел в своём активе первое и второе место лиги земли Хессен, входящей в структуру Безиркслиги. В 1933 году с приходом к власти нацистов произошла реорганизация немецкого футбола: было создано 16 высших региональных лиг — Гаулиг. «Ворматия» попадала в Юго-Западную Гаулигу, в которой продолжала побеждать и выигрывая титул чемпиона 3 раза. В 1938 году клуб объединился с другим коллективом — «Reichsbahn TuSV Worms», под именем которого продолжал свои выступления. Любительский уровень немецкого футбола, а также начавшаяся Вторая мировая война привели к очередным изменениям. Юго-Западная Гаулига разделилась на две новые, в одной из которых — Гаулиге Хессен-Нассау — и выступала «Ворматия». В 1945 году лига прекратила своё существование, и некоторое время клуб нигде не играл.

### Послевоенные годы
Клуб вошёл в число основателей Юго-Западной Оберлиги, в которой возобновил выступления под именем «VfR Wormatia Worms». В первые десять лет существования лиги «Ворматия» неизменно занимала места в верхней части турнирной таблицы. Однако к середине 1950-х годов результаты клуба ухудшились, что явилось одной из причин того, что «Ворматия» не попала в список команд-участников первого сезона Бундеслиги — созданной в 1963 году профессиональной футбольной лиги ФРГ. «Ворматия Вормс» попала в Юго-Западную Регионаллигу (была переименована во Вторую Бундеслигу в 1973 году), второй по значимости дивизион. Если не считать два провальных сезона в середине 1970-х годов, которые привели коллектив к вылету, клуб являлся постоянным участником лиги вплоть до 1981 года. За это время лучшим результатом команды стало второе место в 1965 году, когда «Ворматия» в плей-офф не сумела добиться повышения в классе.

### Сезон-драма
В сезоне 1978/1979 годов клуб завоевал бронзовые медали Второй Бундеслиги. Однако этот сезон мог принести намного больше радости болельщикам «Ворматии». К концу первого круга «Ворматия Вормс» не только лидировал в первенстве, но ещё и имел шансы на успешное выступление в Кубке Германии. В матче второго раунда против «Герты» на Олимпиаштадион при равной игре и счете 1:1 выключилось освещение, в связи с чем была назначена переигровка. Во втором матче «Герта» выиграла со счётом 2:0 и прошла дальше. У «Ворматии» сохранялись шансы на переход в высшую лигу, однако несколько неудачных матчей в концовке сезона отодвинули «Ворматию Вормс» на третью строчку в турнирной таблице, и клуб во второй раз упустил возможность попасть в Бундеслигу.

### Эра неудач
К концу сезона 1978/1979 годов стало понятно[кому?], что «Ворматия Вормс» начинает испытывать финансовые трудности. Клуб продолжал выступления, но результаты команды становились всё хуже. После нескольких провальных сезонов команда выбыла в 1982 году в Оберлигу «Юго-Запад». После нескольких неудачных попыток, «Ворматия» смогла занять первое место в дивизионе, что должно было обеспечить ей место во Второй Бундеслиге на следующий год. Однако команде не удалось пройти процедуру лицензирования из-за плохого финансового состояния. Таким образом, её место занял другой коллектив, в то время как «Ворматия Вормс» продолжила выступления в третьем по значимости дивизионе, который в 1994 году она также покинула в связи с очередными финансовыми проблемами. В 1998 году «Ворматия» сумела вернуться в Оберлигу «Юго-Запад». После создания в 2008 году Третьей лиги Германии Оберлига Юго-Запад была понижена до четвертой по значимости лигой в Германии, получив наименование Региональная лига «Запад». В 2008 году клуб закончил выступления в «зоне вылета» и сохранил место в Региональной лиге «Юго-Запад» лишь благодаря тому, что занявший 12-е место «Огерсхайм» снялся с соревнований. Аналогичная ситуация произошла в 2014 году, когда «Ворматию» таким же образом спас клуб «Ульм 1846».

## Текущий состав
| №  |                         | Поз. | Имя               | Год рождения |
| -- | ----------------------- | ---- | ----------------- | ------------ |
| 1  | Флаг Германии           | Вр   | Тим Патерок       | 1992         |
| 3  | Флаг Германии           | Защ  | Бьёрн Вайзенборн  | 1994         |
| 4  | Флаг Германии           | Защ  | Александер Хин    | 1993         |
| 5  | Флаг Германии           | Защ  | Беньямин Маас     | 1989         |
| 6  | Флаг Германии           | Защ  | Кристиан Масланка | 1992         |
| 7  | Флаг Германии           | Защ  | Евгений Гопко     | 1991         |
| 8  | Флаг Германии           | ПЗ   | Сандро Лёхельт    | 1995         |
| 9  | Флаг Германии           | Нап  | Али Озгюн         | 1989         |
| 11 | Флаг Северной Македонии | ПЗ   | Энис Саити        | 1989         |
| 12 | Флаг Германии           | Нап  | Захит Фындык      | 1991         |
| 13 | Флаг Швейцарии          | Нап  | Идеал Ибердемай   | 1991         |
| 14 | Флаг Германии           | ПЗ   | Джонатан Цинрам   | 1991         |
| 15 | Флаг Германии           | Защ  | Майк Карвот       | 1993         |

| №  |               | Поз. | Имя                | Год рождения |
| -- | ------------- | ---- | ------------------ | ------------ |
| 16 | Флаг Турции   | Нап  | Алпер Акчам        | 1987         |
| 17 | Флаг Германии | ПЗ   | Беньямин Химмель   | 1991         |
| 18 | Флаг Польши   | ПЗ   | Бартош Пастусяк    | 1995         |
| 19 | Флаг Германии | Нап  | Флориан Треске     | 1987         |
| 20 | Флаг Германии | ПЗ   | Саша Вольферт      | 1990         |
| 21 | Флаг Германии | ПЗ   | Джонатан Кошко     | 1988         |
| 22 | Флаг Германии | Защ  | Рикардо Антоначи   | 1995         |
| 23 | Флаг Польши   | Защ  | Алан Стулин        | 1990         |
| 24 | Флаг Германии | ПЗ   | Рик Химелеерс      | 1994         |
| 27 | Флаг Германии | ПЗ   | Максимилиан Меринг | 1986         |
| 31 | Флаг Германии | Вр   | Доминик Мюллер     | 1995         |
| 32 | Флаг Германии | Вр   | Тимо Утехт         | 1994         |